# Claro Open Colsanitas 2019 - Qualificazioni singolare
Le qualificazioni del singolare del Claro Open Colsanitas 2019 sono state un torneo di tennis preliminare per accedere alla fase finale della manifestazione. Le vincitrici dell'ultimo turno sono entrate di diritto nel tabellone principale. In caso di ritiro di una o più giocatrici aventi diritto a queste sono subentrate le lucky loser, ossia le giocatrici che hanno perso nell'ultimo turno ma che avevano una classifica più alta rispetto alle altre partecipanti che avevano comunque perso nel turno finale.

## Teste di serie
1. Aliona Bolsova Zadoinov (qualificata)
2. Danielle Lao (primo turno)
3. Bibiane Schoofs (qualificata)
4. Martina Trevisan (primo turno)
5. Irina Bara (qualificata)
6. Francesca Di Lorenzo (ultimo turno, lucky loser)

1. Beatriz Haddad Maia (qualificata)
2. Sofya Zhuk (primo turno)
3. Jasmine Paolini (qualificata)
4. Kristie Ahn (ultimo turno, lucky loser)
5. Anna Zaja (primo turno)
6. Zoe Hives (primo turno)

## Qualificate
1. Aliona Bolsova
2. Jasmine Paolini
3. Bibiane Schoofs

1. Chloé Paquet
2. Irina Bara
3. Beatriz Haddad Maia

### Lucky loser
1. Francesca Di Lorenzo
2. Kristie Ahn
3. Elitsa Kostova

1. Hiroko Kuwata
2. Sara Errani

## Tabellone

### Legenda
| - Q = Qualificato - WC = Wild card - LL = Lucky loser | - ALT = Alternate - SE = Special Exempt - PR = Protected Ranking | - w/o = Walkover - r = Ritirato - d = Squalificato |

### Sezione 1
|  | Primo turno | Primo turno           | Primo turno    | Primo turno | Primo turno |  |  | Ultimo turno | Ultimo turno          | Ultimo turno | Ultimo turno | Ultimo turno |  |
|  |             |                       |                |             |             |  |  |              |                       |              |              |              |  |
|  | 1           | Aliona Bolsova        | Aliona Bolsova | 7           | 6           |  |  |              |                       |              |              |              |  |
|  |             | Yana Sizikova         | Yana Sizikova  | 5           | 0           |  |  | 1            | Aliona Bolsova        | 1            | 6            | 6            |  |
|  | WC          | María Herazo González | 6              | 2           | 6           |  |  | WC           | María Herazo González | 6            | 2            | 0            |  |
|  | 11          | Anna Zaja             | 1              | 6           | 3           |  |  |              |                       |              |              |              |  |

### Sezione 2
|  | Primo turno | Primo turno     | Primo turno     | Primo turno | Primo turno |  |  | Ultimo turno | Ultimo turno    | Ultimo turno | Ultimo turno | Ultimo turno |  |
|  |             |                 |                 |             |             |  |  |              |                 |              |              |              |  |
|  | 2           | Danielle Lao    | 4               | 6           | 3           |  |  |              |                 |              |              |              |  |
|  |             | Sara Errani     | 6               | 3           | 6           |  |  |              | Sara Errani     | 2            | 6            | 3            |  |
|  | WC          | Jane Wasserson  | Jane Wasserson  | 0           | 1           |  |  | 9            | Jasmine Paolini | 6            | 3            | 6            |  |
|  | 9           | Jasmine Paolini | Jasmine Paolini | 6           | 6           |  |  |              |                 |              |              |              |  |

### Sezione 3
|  | Primo turno | Primo turno     | Primo turno     | Primo turno | Primo turno |  |  | Ultimo turno | Ultimo turno    | Ultimo turno    | Ultimo turno | Ultimo turno |  |
|  |             |                 |                 |             |             |  |  |              |                 |                 |              |              |  |
|  | 3           | Bibiane Schoofs | Bibiane Schoofs | 6           | 6           |  |  |              |                 |                 |              |              |  |
|  | Alt         | Alexa Guarachi  | Alexa Guarachi  | 1           | 0           |  |  | 3            | Bibiane Schoofs | Bibiane Schoofs | 7            | 6            |  |
|  |             | Natalija Kostić | 5               | 6           | 0           |  |  | 10           | Kristie Ahn     | Kristie Ahn     | 5            | 3            |  |
|  | 10          | Kristie Ahn     | 7               | 2           | 6           |  |  |              |                 |                 |              |              |  |

### Sezione 4
|  | Primo turno | Primo turno      | Primo turno | Primo turno | Primo turno |  |  | Ultimo turno | Ultimo turno  | Ultimo turno | Ultimo turno | Ultimo turno |  |
|  |             |                  |             |             |             |  |  |              |               |              |              |              |  |
|  | 4           | Martina Trevisan | 1           | 6           | 5           |  |  |              |               |              |              |              |  |
|  |             | Hiroko Kuwata    | 6           | 4           | 7           |  |  |              | Hiroko Kuwata | 6            | 1            | 5            |  |
|  |             | Chloé Paquet     | 6           | 2           | 6           |  |  |              | Chloé Paquet  | 3            | 6            | 7            |  |
|  | 8           | Sofya Zhuk       | 4           | 6           | 3           |  |  |              |               |              |              |              |  |

### Sezione 5
|  | Primo turno | Primo turno    | Primo turno    | Primo turno | Primo turno |  |  | Ultimo turno | Ultimo turno   | Ultimo turno | Ultimo turno | Ultimo turno |  |
|  |             |                |                |             |             |  |  |              |                |              |              |              |  |
|  | 5           | Irina Bara     | Irina Bara     | 6           | 6           |  |  |              |                |              |              |              |  |
|  | WC          | Jessica Plazas | Jessica Plazas | 2           | 0           |  |  | 5            | Irina Bara     | 3            | 6            | 6            |  |
|  |             | Elitsa Kostova | 68             | 7           | 6           |  |  |              | Elitsa Kostova | 6            | 2            | 3            |  |
|  | 12          | Zoe Hives      | 7              | 5           | 0           |  |  |              |                |              |              |              |  |

### Sezione 6
|  | Primo turno | Primo turno          | Primo turno          | Primo turno | Primo turno |  |  | Ultimo turno | Ultimo turno         | Ultimo turno | Ultimo turno | Ultimo turno |  |
|  |             |                      |                      |             |             |  |  |              |                      |              |              |              |  |
|  | 6           | Francesca Di Lorenzo | Francesca Di Lorenzo | 6           | 6           |  |  |              |                      |              |              |              |  |
|  | WC          | Antonia Samudio      | Antonia Samudio      | 1           | 0           |  |  | 6            | Francesca Di Lorenzo | 6            | 5            | 1            |  |
|  |             | Renata Zarazúa       | 6                    | 2           | 3           |  |  | 7            | Beatriz Haddad Maia  | 4            | 7            | 6            |  |
|  | 7           | Beatriz Haddad Maia  | 4                    | 6           | 6           |  |  |              |                      |              |              |              |  |